# La Côte-Saint-André
La Côte-Saint-André – miejscowość i gmina we Francji, w regionie Owernia-Rodan-Alpy, w departamencie Isère.
Według danych na rok 1990 gminę zamieszkiwało 3966 osób, a gęstość zaludnienia wynosiła 142 osób/km² (wśród 2880 gmin regionu Rodan-Alpy La Côte-Saint-André plasuje się na 220. miejscu pod względem liczby ludności, natomiast pod względem powierzchni na miejscu 266.).
W miejscowości znajduje się liceum imienia Hectora Berlioza i muzeum mu poświęcone.
Przyszedł tutaj na świat Hector Berlioz.